# Szymon Federbusch
Szymon Federbusch też Federbusz (jid. שמעון פעדערבוש; ur. 15 lutego 1892 w Narolu, zm. 20 sierpnia 1969 w Nowym Jorku) – poseł na Sejm I kadencji, naczelny rabin Finlandii w latach 1931–1941.

## Życiorys
Urodził się w Narolu, z którego wyjechał, by ukończyć studia prawnicze i rabiniczne w Wiedniu. Napisał wiele prac naukowych, wydawał czasopisma w języku hebrajskim m.in. tygodnika „Giljonot” i miesięcznika „Mizrachi”. Działał w ruchu Mizrachi, którego został przewodniczącym w Małopolsce Wschodniej. W latach 1922–1927 sprawował mandat poselski Sejmu I kadencji. W latach 30. XX wieku przeniósł się do Finlandii, gdzie w 1931 roku został naczelnym rabinem kraju. Funkcję tę sprawował do 1941 roku, kiedy to wyjechał do Stanów Zjednoczonych i osiadł w Nowym Jorku. Znalazł się we władzach Światowej Organizacji Syjonistycznej oraz Światowej Rady Mizrachi. Wszedł też w skład prezydium Światowej Federacji Żydów Polskich.